# 수단 난민
수단 난민은 수단 출신으로, 모국 국경 밖에서 피난처를 찾는 사람들을 말한다. 최근 역사에서 수단은 장기간의 분쟁과 내전, 그리고 사막화와 같은 환경 변화의 무대가 되었다. 이러한 요인들은 폭력과 기근뿐만 아니라 많은 수단인들의 국내외 강제 이주를 초래했다. 수단의 광대한 지리적 영토와 지역 및 민족적 긴장과 분쟁을 고려할 때, 수단에서의 강제 이주의 상당 부분은 국내 이주였다. 그러나 이들 인구는 경제적 어려움과 자신 및 가족의 생계와 기본적 필요를 제공하는 것을 포함하여 일반적으로 난민이 겪는 비슷한 문제에 면역되지 않는다. 남수단 국가의 탄생으로 남수단 국내실향민에 대한 질문은 남수단 난민에 대한 질문이 될 수도 있다.

## 피난 이유
무역, 기회, 기후 변화, 그리고 분쟁을 위해 현대 수단 영토와 그 이웃 국가들 내부 및 주변에서 인구 이동이 이루어지는 것은 최근 또는 현대 역사에만 국한된 현상이 아니다. 그러나 이러한 이동은 장기간의 내전, 민족 및 정치적 노선에 따른 다양한 인구 간의 폭력, 1980년대 가뭄 및 이로 인한 기근, 그리고 국제 구호 단체의 이전 위기에 대한 부적절한 대응으로 인한 인도주의적 비상사태 및 기근과 같은 이유로 더욱 심화되고 집중되었다. 또한 사람들의 이동은 본질적으로 국제 국경을 넘을 때 더욱 문제가 되는데, 이는 지역 내 자연적인 인구 흐름과 상충될 수 있다.

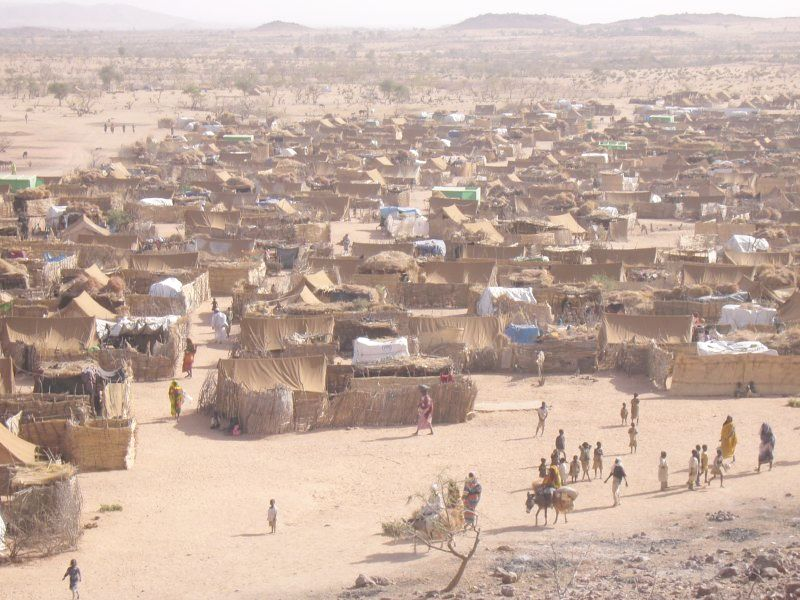
다르푸르의 차드 내 난민 캠프

## 수단 국내실향민
2016년 기준으로, 약 320만 명의 수단인이 국내실향민이었으며, 78,000명은 국내실향민과 유사한 상황에 처해 있었다. 이 국내실향민 중 30만 명은 2013년 초에 재개된 부족 간 분쟁으로 인해 새롭게 발생했다. 계속되는 불안정과 다르푸르 지역, 남쿠르두판주, 청나일주에서 인도적 지원 접근에 대한 정부의 제한은 유엔난민기구(UNHCR)의 활동을 방해했다.
역사적으로 수단의 난민 지원 프로그램은 난민을 국제 국경을 넘은 사람으로 정의하는 데 의존해 왔다. 이 정의는 전 세계적으로, 특히 국내실향민 수가 난민 수를 초과하는 수단 아프리카에서 점점 더 부적절해지고 있다.
수단 내전 (2023년~현재)이 발발한 후, 국제이주기구는 2023년 8월 국내실향민 수가 거의 710만 명으로 증가했으며, 그 중 절반 이상이 최근 분쟁으로 인해 이주했다고 추정했다.

## 피난처 제공국

### 이집트
1990년대부터 수단 난민의 증가로 인해 유엔난민기구 카이로 사무소(UNHCR RO Cairo)는 교육 및 훈련에서 난민 돌봄 및 유지로 초점을 전환해야 했다. 카이로에서 국제이주기구(IOM)는 난민 정착 절차를 돕고, 난민을 이동시키며, 건강 검진을 지원하는 데 참여하고 있다. IOM은 또한 난민들이 제3국으로 재정착할 준비를 하도록 문화 오리엔테이션을 실시한다. 카이로의 유엔난민기구 지역 사무소(RO Cairo)는 과부하 상태이며, 소말리아인 다음으로 수단인(주로 남수단인)이 가장 큰 난민 사례를 차지한다. 이집트 내 수단 난민의 수가 많은 것은 많은 수단인들이 유엔난민기구로부터 난민 지위를 공식적으로 인정받기 위해 카이로로 여행한다는 사실을 반영한다. 이집트의 수단 난민은 두 가지 범주로 나뉜다: 지위 결정 면접을 기다리는 사람들과 거부되거나 스스로 정착한 사람들이다.
수단 망명 신청자의 60~70%는 난민 지위 신청이 거부된다. 파일의 거부 및 폐쇄는 난민들에게 심각한 심리적, 정서적 영향을 미친다. 거부된 사람들, 특히 남성들 중 많은 수가 문제를 극복하는 방법으로 알코올 의존에 빠진다. 다른 사람들은 정신적으로 불안정해지고 거부 소식을 들은 후 자살 또는 자살 시도 보고가 있었다. 가족의 단합은 수단 난민들의 유엔난민기구 인정 요구로 인해 도전을 받았다. 여성과 아이들은 유엔난민기구 신청이 진행될 때까지 카이로에서 기다리는 반면 남편들은 수단에서 기다린다. 카이로에서의 삶의 어려움과 일부 남편들이 이집트에서 가족과 합류할 수 없다는 사실은 일부 여성 난민들이 남편을 버리고 재혼하여 재정착을 위해 떠나도록 강요했다. 유엔난민기구에서 가족 신청이 거부되는 경우, 많은 남성들이 아내와 아이들을 버리고 책임을 피하기 위해 유엔난민기구 지위를 가진 다른 미혼 여성을 찾는다. 또한 유엔난민기구 카이로 사무소는 일부다처제를 인정하지 않으므로 일부다처제가 허용되지 않는 국가로의 재정착을 위해 일부다처제자들을 추천하지 않는다. 이 모든 요인들이 가족 해체, 이혼, 그리고 자녀 유기에 기여했다. 마지막으로, 난민에게 발급된 유엔난민기구 신분증은 항상 이집트 당국에 의해 인정되지 않는다. 유엔난민기구 지위에도 불구하고 사람들이 3~4일 동안 잡혀 구금된 후 풀려난 상황이 있었다. 유효한 수단 여권에 거주 허가 스탬프가 있는 것이 난민들에게 더 많은 보호를 제공하는 것으로 보인다.

### 남수단
유엔이 2025년 1월에 발표한 자료에 따르면, 100만 명 이상의 사람들이 수단 내전을 피해 이웃한 남수단으로 피난했다. 2025년 1월 이전 21개월 동안 남수단의 북쪽 국경에 있는 조다 검문소를 통해 77만 명 이상의 사람들이 피난한 것으로 보고되었다.

### 케냐
약 3,500명의 수단 난민이 케냐에 살고 있다.

### 에티오피아
에티오피아는 수단에서 온 약 70,000명의 난민을 수용하고 있으며, 대부분은 베니샹굴구무즈주와 감벨라주의 난민 캠프에 살고 있다.

### 우간다
2024년 기준 기준 우간다에는 37,841명의 수단 난민이 있다.

### 걸프 국가들
20세기 마지막 분기에는 걸프 지역의 석유 붐과 수단 경제의 악화로 인해 많은 수단인들이 일자리를 찾아 걸프 국가들로 이주했다. 수단 정부가 걸프 전쟁에서 이라크를 지지하면서 일부 외국인들이 추방되거나 엄격한 제한 아래 생활하게 되면서 1990년대부터 걸프 이주의 매력은 시들해졌다. 수단이 두 번째 내전 중이었기 때문에 귀국은 선택 사항이 아니었고, 그래서 많은 걸프 지역 외국인들이 "복권" 또는 망명 및 난민 자격으로 미국과 캐나다로 이주하기 시작했다. 따라서 걸프 국가들로의 전통적인 이주는 일부 난민들이 유럽, 미국, 캐나다, 호주로의 추가 이주를 달성하기 위해 이용되고 있다.

## 지원

### 문제점
수단 난민에 대한 유엔난민기구의 지원 부족으로 인해 일부 교회 단체들은 난민 아동을 위한 학습 센터를 열었다. 또한 교회들은 성인 난민을 위한 훈련 프로그램을 제공하고, 재정 지원, 의료 서비스, 직업 배치 외에도 가족에게 식량 배급을 제공한다. 하르툼 광역권의 빈민가나 아프리카 및 중동의 다른 도시 지역에 거주하는 수단인들의 경우, 서구 국가에 재정착한 친척들이 보내는 송금은 일상적인 생계 및 기타 중요한 필요를 충족하는 데 필요한 전체 수입의 필수적인 부분이 되었다. 도시 난민들이 해외로부터의 현금 지원에 의존하는 것은 독특한 상황으로 간주되는데, 카이로, 베이루트, 다마스쿠스 및 수단 주변의 다른 지역에서 난민들의 필요를 적절하게 충족시킬 수 있는 NGO 및 인도주의 기반 지원 메커니즘이 거의 없기 때문이다.

### 성별 문제
수단 여성들은 공동체에서 상당한 경제적 역할을 수행하는데, 남부 지역 주민들은 농업, 목축, 어업, 사냥에 의존한다. 수도 하르툼으로 강제 이주했을 때, 여성들은 수입이 적고 당국에 체포될 위험에 노출되는 비정규직을 택한다. 이주 여성들은 종종 차나 술을 팔지만, 술 판매는 불법이므로 투옥될 수 있다. 이주 여성들은 남성들이 겪지 않는 방식으로도 고통받으며, 하르툼 주변의 빈민가와 정부 운영 캠프에서 여성들은 계속해서 권리 침해와 신체적 침해를 겪는다.
이집트에서는 많은 남수단 여성들이 가족을 부양하기 위해 이집트 노동력에 진입했다. 일부 남성들이 음식 준비나 육아와 같은 가족 역할을 맡으면서, 그들은 여성들이 겪는 어려움에 대해 민감해졌다. 그러나 남성들은 이러한 역할 역전에 불편함을 느끼고, 그것이 아동 발달과 부부 관계에 미치는 부정적인 결과에 초점을 맞추는 경향이 있다.

## 영구적인 해결책

### 재정착
이전의 수단 난민들은 먼저 인접국에서 망명을 찾았지만, 현대 수단 난민들은 이들 국가를 제3국으로의 재정착을 위한 발판으로 사용한다. 일부 난민들은 재정착 기회를 늘리기 위해 지역 내 여러 국가를 오가기도 한다.

### 송환
수단 난민의 송환은 다르푸르와 남수단에서 계속되는 분쟁과 긴장으로 인해 여전히 어렵다. 수단 정부와 수단인민해방운동 간의 포괄적 평화 협정(CPA)은 수단의 평화와 안정의 주요 결정 요인으로 간주된다.
이 협정은 이웃 국가에서 수천 명의 수단 난민이 돌아올 수 있는 길을 열었다.
남수단에서는 우간다의 주 저항군(LRA)과 같은 무장 단체와 부족 간 충돌로 인해 폭력 수준이 증가했다. 폭력 패턴은 여성과 아동을 명확히 표적으로 삼는 경향을 보인다. 이는 송환에 있어 분명한 장애물이다. 다르푸르에서는 불안정, 토지 점거, 작물 파괴가 계속해서 새로운 이주를 발생시키고 귀환을 방해한다.

## 난민 수용
에리트레아와 에티오피아 간의 내전 동안 많은 사람들이 난민으로 수단으로 이동했다. 이 캠프들은 매우 혹독한 환경이었고, 의약품과 깨끗한 물이 부족했다. 일부는 다른 국가들의 지원(예: 유엔 배급)으로 생존했다.
2016년 기준으로 수단에는 232,000명의 남수단 난민이 있었다.

## 같이 보기
- 난민
- 이스라엘 내 수단 난민
- 다르푸르 분쟁
- 수단 내전 (동음이의)
- 수단의 길 잃은 소년들
- 1998년 수단 기근
- 남수단 난민

## 더 읽어보기
- Flint, J. & de Waal, J. (2008). Darfur: a new history of a long war. New York: Zed Books.
- Abusharaf, R. (2009). Transforming displaced women in Sudan: politics and the body in a squatter settlement. Chicago: University of Chicago Press.
- Edwards, J. (2007). Sudanese women refugees: transformations and future imaginings. New York: Macmillan.